# Edgar Refardt
Edgar Refardt (* 8. August 1877 in Basel; † 3. März 1968 ebenda, heimatberechtigt in Basel) war ein Schweizer Musikwissenschaftler.

## Leben
Edgar Refardt kam am 8. August 1877 in Basel als Sohn des Kaufmanns Carl Arnold Refardt und der Edith geborene Bischoff zur Welt. Refardt nahm ein Studium der Rechte an den Universitäten Genf, Leipzig und Basel auf, das er 1901 in Basel mit dem Erwerb des akademischen Grades eines Dr. iur. abschloss.
Nach anfänglicher Tätigkeit als Jurist wandte sich Edgar Refardt 1915 ganz der Musikwissenschaft zu und war entscheidend an der akademischen Verankerung dieses Fachs in der Schweiz beteiligt. Dazu fungierte er zwischen 1921 und 1948 als Verwalter der Basler Orchestergesellschaft und baute die Musikabteilung der Universitätsbibliothek Basel auf. 1928 gab Edgar Refardt das „Historisch-Biographische Musikerlexikon der Schweiz“ heraus. Refardt verfasste zahlreiche Schriften und Bibliografien, vor allem zur schweizerischen und Basler Musikgeschichte.
Edgar Refardt heiratete 1902 Margaretha, die Tochter des Baslers Peter Friedrich Koechlin. Er verstarb am 3. März 1968 im Alter von 90 Jahren in Basel.

## Ehrungen
- Ehrenmitgliedschaft in der von ihm mitgegründeten Schweizerischen Musikforschenden Gesellschaft

- Ehrenmitgliedschaft im Schweizerischen Tonkünstlerverein

- Ehrenmitgliedschaft im Schweizerischen Musikpädagogischen Verband

- 1937 verlieh ihm die Universität Basel die philosophische Ehrendoktorwürde.

## Werke (Auswahl)
Hans Peter Schanzlin: Edgar Refardt. Bibliographie. Haupt, Bern 1962. (Schweizerische Musikforschende Gesellschaft. Mitteilungsblatt; 1962, Nr. 33).
- Hans Huber (1852–1921). Beiträge zu einer Biographie. Hug, Leipzig; Zürich 1922.
- Historisch-biographisches Musikerlexikon der Schweiz. Hug, Leipzig; Zürich 1928.
- 100 Jahre Männerchor-Gesang. Programm-Sammlung des Basler Männerchors, 1833–1934. Walz & Grunauer, Basel 1935.
- Hans Huber 1852–1921. Leben und Werk eines Schweizer Musikers. Atlantis Verlag, Zürich 1944.
- Theodor Fröhlich, 1803–1836. Ein Schweizer Musiker der Romantik. Amerbach-Verlag, Basel 1947. (Amerbach-Musikerbibliothek; 1).
- Johannes Brahms – Anton Bruckner – Hugo Wolf. Drei Wiener Meister des 19. Jahrhunderts. Ihr Leben und Werk in kurzen Biographien. Amerbach-Verlag, Basel 1949.

## Archive
- Universitätsbibliothek Basel: Nachlass